# Erika Rössing
Erika Rössing, geb. Glöckner, (* 29. Juli 1903 in Nisko, Galizien; † 22. Februar 1977 in Wien) war eine österreichische Malerin und Kunstgewerblerin.

## Leben und Wirken
Rössing nahm Malunterricht bei Franz von Zülow und Josef Hoffmann. Sie war ab 19. September 1922 mit dem österreichischen Graphiker und Illustrator Karl Rössing verheiratet, der entscheidenden Einfluss auf ihr Œuvre hatte. Sie lebte ab 1934 in Deutschland, da sie mit ihrem Gatten die jeweiligen Aufenthalte an dessen Wirkungsstätten u. a. in Berlin und Stuttgart teilte. 1960 bis zu ihrem Tod lebte das Paar in Gauting bei München.
Erika Rössing war u. a. 1941, 1942 und 1943 mit Blumenstillleben auf der Großen Deutschen Kunstausstellung in München vertreten.
1980 wurde die Erika und Karl Rössing-Stiftung zur Erwerbung zeitgenössischer Grafik deutscher und österreichischer Künstler an der Staatlichen Graphischen Sammlung der Staatsgalerie Stuttgart errichtet.

## Werke
- Blumenstillleben, Öl auf Holzfaserplatte, ca. 1920/1930
- Ein Stillleben beginnt, Gouache auf Hartfaserplatte, 1975, gezeigt im Haus der Kunst München 1975
- Drei Orangen, Mischtechnik auf Hartfaserplatte
- Das Spinnennetz, Gouache auf Hartfaserplatte
- Das große Blatt, Gouache auf Holz, gezeigt im Haus der Kunst in München, 1974
- Vor heller Tapete, Tempera auf Hartfaserplatte, 1959; wurde u. a. im Haus der Kunst in München 1959, im Kunstverein Erlangen 1961, im Kunstverein Konstanz 1961, im Kunst- und Gewerbeverein Regensburg 1967 und im Kunstverein Ingolstadt 1967 gezeigt.

## Ausstellungen
- Werke von Erika Rössing wurden zwischen 1959 und 1977 gemeinsam mit Werken ihres Gatten, Karl Rössing und dessen ehemaligen Stuttgarter Schülern gezeigt.[3]
- Erika Rössing, Temperabilder und Karl Rössing, Linolschnitte. Landeskulturzentrum Ursulinenhof, Linz, 1979
- Paula’s Home, Gruppenausstellung im Lentos Kunstmuseum Linz, 2004
- Wegmarken – MAERZ 1952 bis 2002, Gruppenausstellung des MAERZ im afo architekturzentrum Oberösterreich, 2013